# Повіт Тітібу
Пові́т Тітібу́ (яп. 秩父郡, ちちぶぐん, МФА: [t͡ɕi̥t͡ɕibu guɴ]) — повіт в префектурі Сайтама, Японія.